# Ensmannsreut
Das Dorf Ensmannsreut ist ein Ortsteil der Stadt Waldkirchen im niederbayerischen Landkreis Freyung-Grafenau.

## Lage
Der Ort befindet sich in einer weiten Talmulde, im südlichen Bayerischen Wald. Nordöstlich des Dorfes erhebt sich der Haidel, welcher mit 1167 m nach dem Dreisesselberg die zweithöchste Erhebung des Unteren Bayerischen Waldes ist. Passau ist in südwestlicher Richtung etwa 30 km entfernt.

## Geschichte
Die Entstehung des Ortes fällt in die hochmittelalterliche Besiedlung des „Nordwaldes“. Wie bei zahlreichen Orten des Bayerischen Waldes weist die Nachsilbe „-reut“ (roden, urbarmachen) darauf hin, dass das Dorf Ensmannsreut eine Rodungsgründung ist. Die erste urkundliche Erwähnung des Ortes erfolgte im Jahre 1236, als der Passauer Bischof Rüdiger den verarmten Klosterfrauen im Niedernburg Einkünfte zum Bezug von Fischen in der Fastenzeit zukommen ließ, darunter auch zwei Pfund Pfennig (480 Pfennig) aus dem Dorf „Enczemannesrawte“. 1298 gelang es den Einwohnern von Ensmannsreut, sich vom „Heudienst“ (=Lieferung von Heu), den sie dem Klostervogt zu leisten hatten freizukaufen. Der Ort lag am Goldenen Steig, einem die Donau und Böhmen verbindenden Salzhandelsweg, so dass sich die Dorfbewohner am Saumhandel (Saum = Pferdetraglast) beteiligen konnten.
Nach dem ältesten Niedernburger Urbar von 1630 bestand der Ort aus sieben Lehen (Anwesen mit Grundausstattung). Die Ensmannsreuter Bauern hatten jeweils am Dreikönigstag (6. Januar) dem Kloster Niedernburg 1 Schilling und 24 Pfennige Gült (Grundabgabe) und 7 Pfennige Königssteuer zu zahlen, dazu war dem Pfarrer der Zehnt von den Feldfrüchten zu geben. Der Ort unterstand seit 1593 dem Pflege- und Landgericht Leoprechting.
Von größeren kriegerischen Auseinandersetzungen blieb das Dorf über Jahrhunderte hinweg verschont. Großes Unglück brachten die mehrmals wiederkehrenden Pestepidemien, welche vor allem während des Dreißigjährigen Krieges und in den darauf folgenden Jahren immer wieder die Bevölkerung heimsuchten. Vielerorts erhaltene Pestsäulen weisen darauf hin.
Mit der Säkularisation im Jahre 1803 verlor der letzte Passauer Fürstbischof Leopold Graf von Thun sein Land. Das Gebiet und damit auch Ensmannsreut kam dadurch zum Königreich Bayern. Ensmannsreut gehörte über Jahrhunderte hinweg zur Pfarrei Waldkirchen. Am 1. Dezember 1937 wurde die Expositur und spätere Pfarrei Böhmzwiesel gebildet, zu deren Sprengel das Dorf seither gehört. Politisch war Ensmannsreut seit der Gemeindebildung im Jahre 1818 Teil der Gemeinde Böhmzwiesel. Im Rahmen der Gebietsreform erfolgte bei der Auflösung dieser Gemeinde am 1. Januar 1978 die Eingliederung von Ensmannsreut in die Stadt Waldkirchen.

## Kapellen
Südlich des Ortes befindet sich, die 1708 errichtete, schön in der Landschaft gelegene barocke Marienkapelle. In Richtung Steingupf (Anhöhe am östlichen Ortsrand) ist die so genannte „Unbekannte Kreuz-Kapelle“ zu finden. Des Weiteren wurde im Jahre 2001 in der Ortsmitte eine neue Kapelle zu Ehren des heiligen St. Martin eingeweiht.

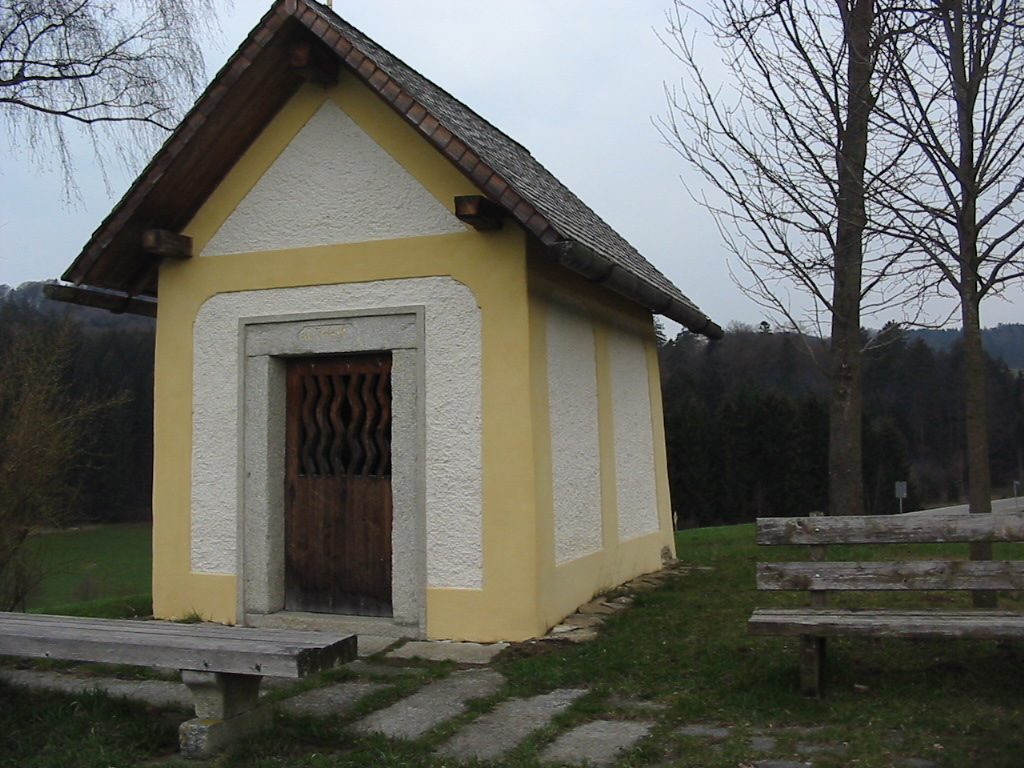
Die Marienkapelle Ensmannsreut
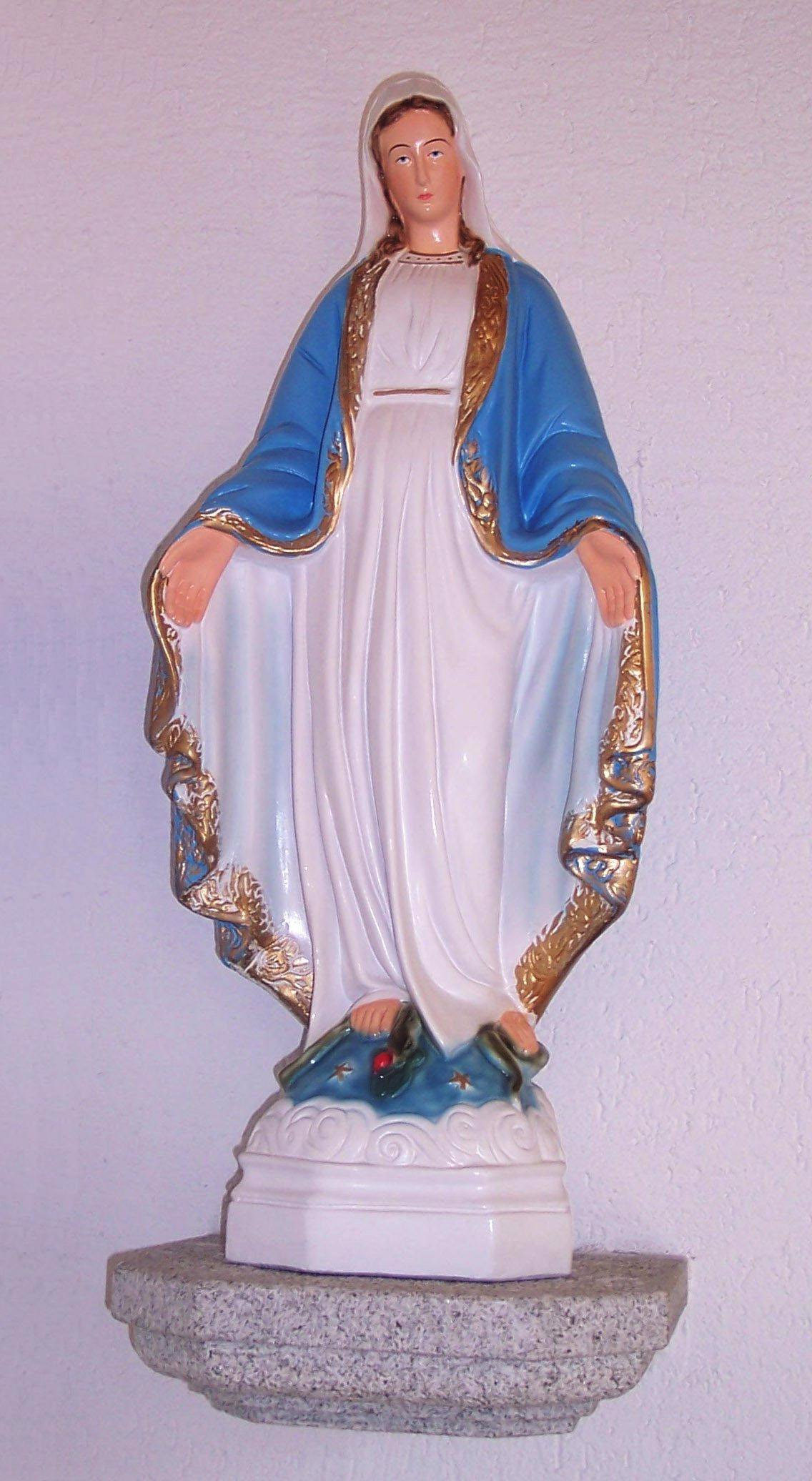
Die Marienfigur
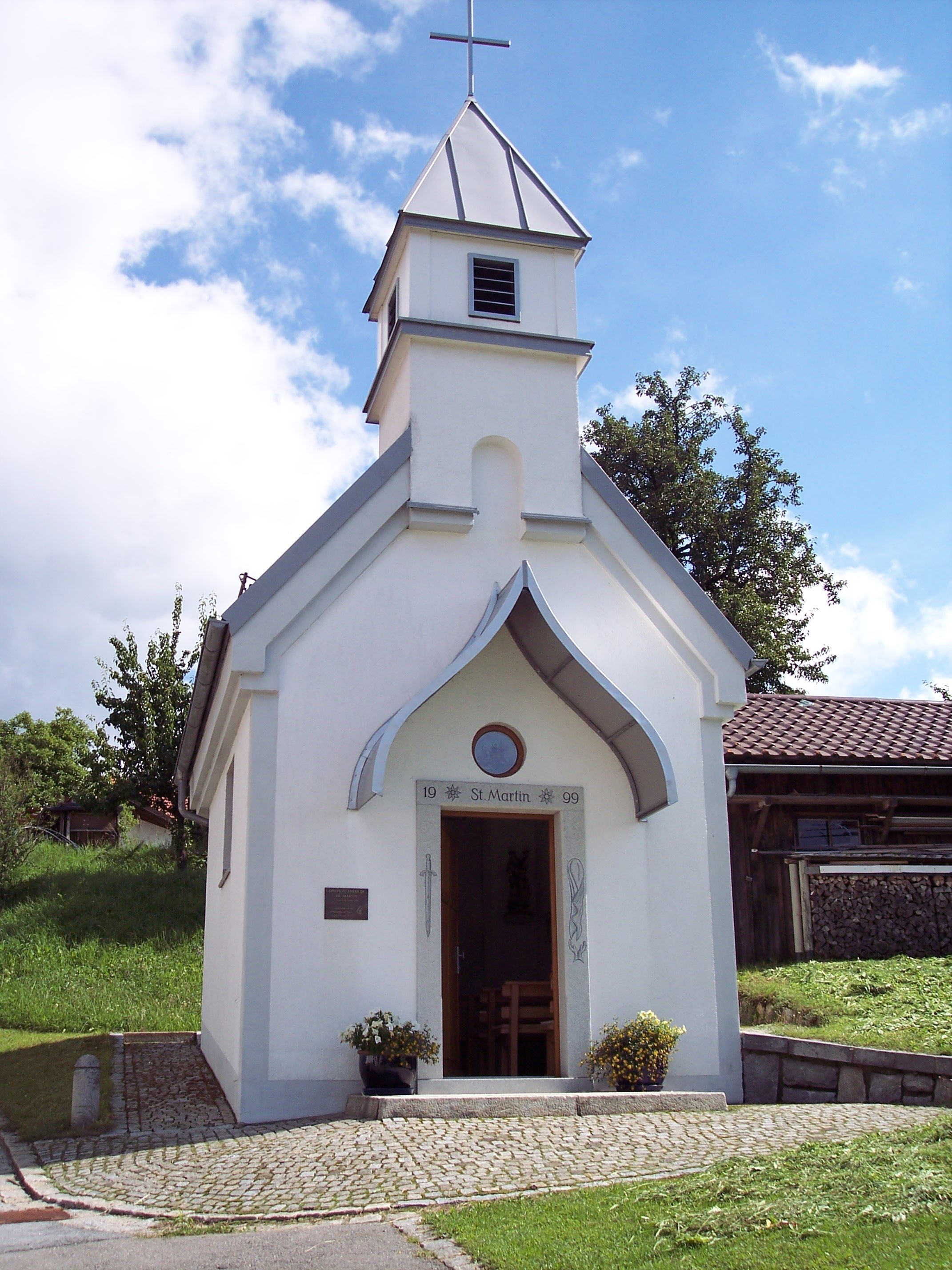
St. Martin Kapelle
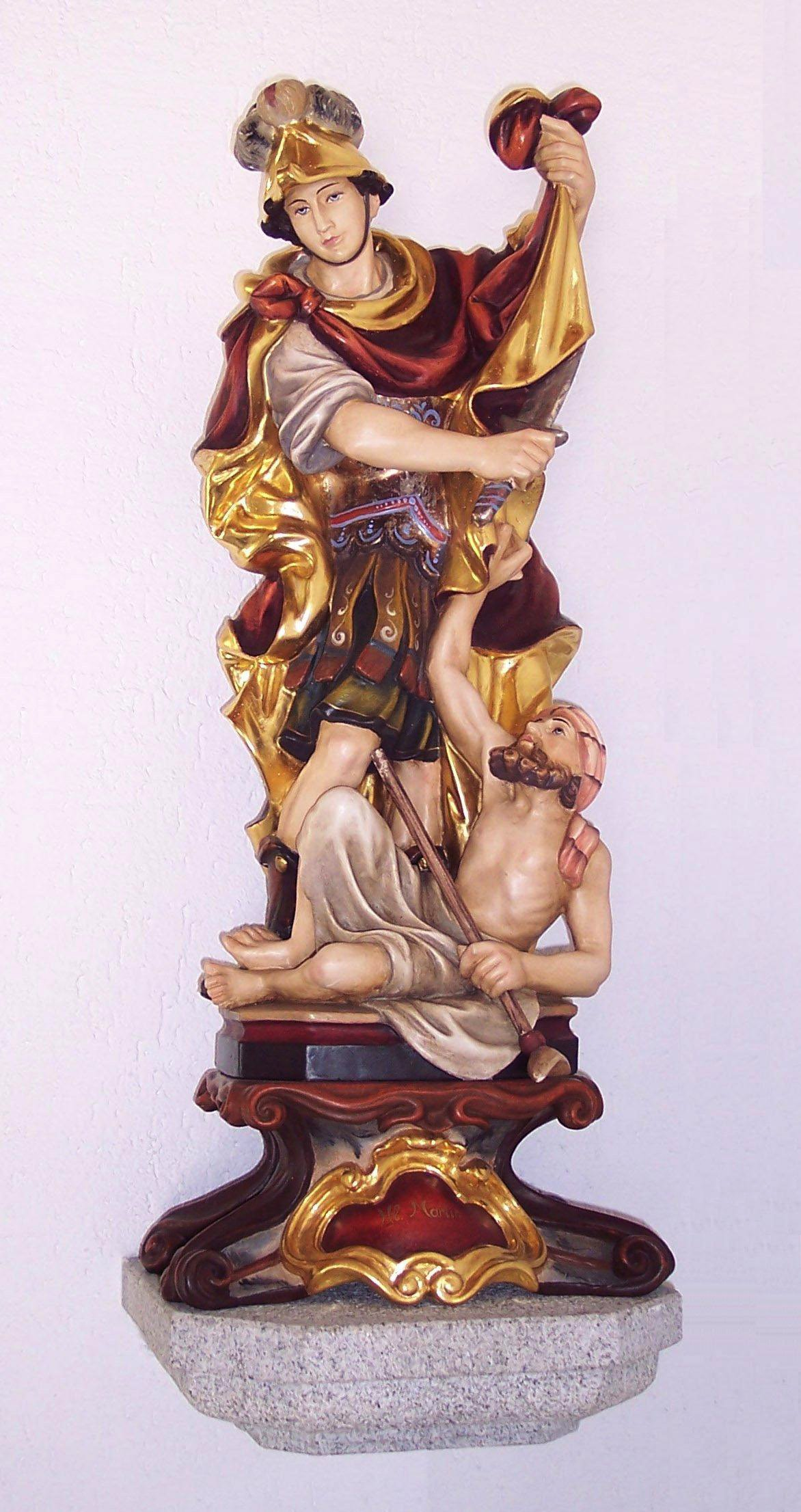
St.Martin-Figur

## Struktur
Der Ort ist ländlich geprägt. Es werden Ferienwohnungen angeboten.

## Sehenswürdigkeiten
In der Liste der Baudenkmäler in Waldkirchen sind für Ensmannsreut drei Baudenkmäler aufgeführt.